# Малый восточный тунец
Малый восточный тунец или пятнистый индо-тихоокеанский тунец (лат. Euthynnus affinis) — вид лучепёрых рыб рода малых тунцов семейства скумбриевых. Максимальная зарегистрированная длина 100 см. Обитают в прибрежных тропических и субтропических прибрежных водах Индийского и западной части Тихого океана. Встречаются на глубине до 200 м. Питаются зоопланктоном, головоногими и мелкими рыбами. Ценная промысловая рыба.

## Ареал
Эти пелагические и неретические рыбы широко распространены в субтропических и тропических водах Индийского и Тихого океанов. Ареал простирается от Южной Африки до Японии и Гавайских островов. Температура воды в ареале 18—29 °C. Молодь заплывает в бухты.

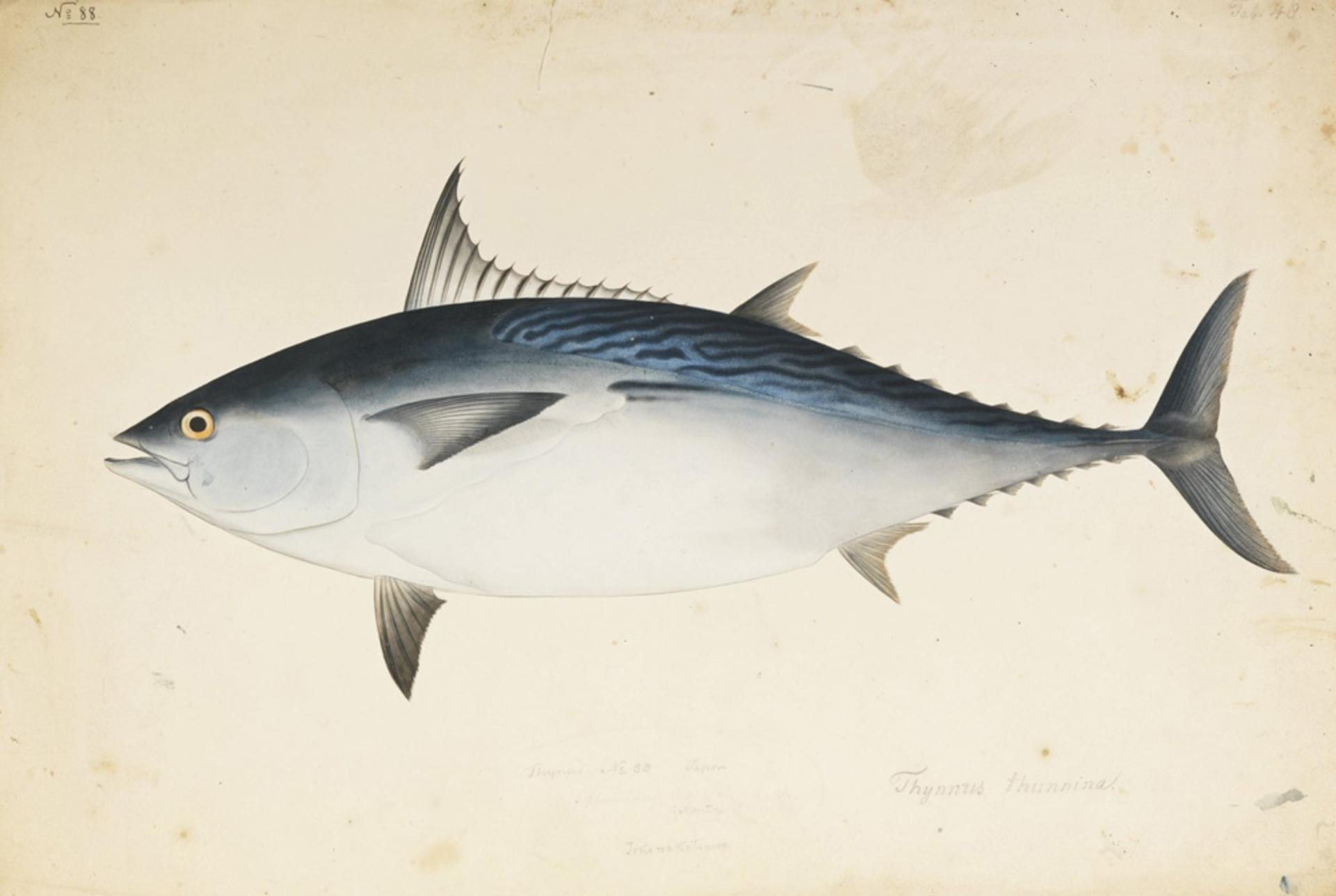
Старинное изображение малого восточного тунца (1823—1829)

## Описание
Максимальная длина составляет 100 см. Максимальная зарегистрированная масса 13,6 кг. У малых восточных тунцов веретеновидное плотное тело, округлое в поперечнике. Зубы мелкие, конические, выстроены в один ряд. На верхней челюсти 27—30, а на нижней 24—27 зубов. На первой жаберной дуге 29—33 тычинок. Имеется 2 спинных плавника. В первом спинном плавнике 10—15 лучей. Промежуток между спинными плавниками небольшой, не превышает длину глаза. Передние лучи первого спинного плавника существенно длиннее центральных и задних, что придаёт плавнику вогнутую форму. Второй спинной плавник намного ниже первого. Позади второго спинного плавника пролегает ряд из 8 мелких плавничков. Грудные плавники короткие, образованы 25—29 лучами. Они не достигают воображаемой линии, проведённой через начало промежутка между спинными плавниками. Между брюшными плавниками имеется невысокий раздвоенный выступ. В анальном плавнике 13—14 мягких лучей. Позади анального плавника пролегает ряд из 6—8 мелких плавничков. По обе стороны хвостового стебля пролегают длинный медиальный киль и 2 небольших киля по бокам от него ближе к хвостовому плавнику. Количество позвонков 39. За исключением панциря в передней части тела и боковой линии кожа голая. Плавательный пузырь отсутствует. Спина синевато-чёрная с многочисленными тёмными косыми полосами. Брюхо серебристо-белое. Под грудными плавниками имеется 3 или более сероватых пятен. Плавники чёрные или серые, брюшные плавники чёрные с белой окантовкой. Под каждым глазом тёмное пятно.

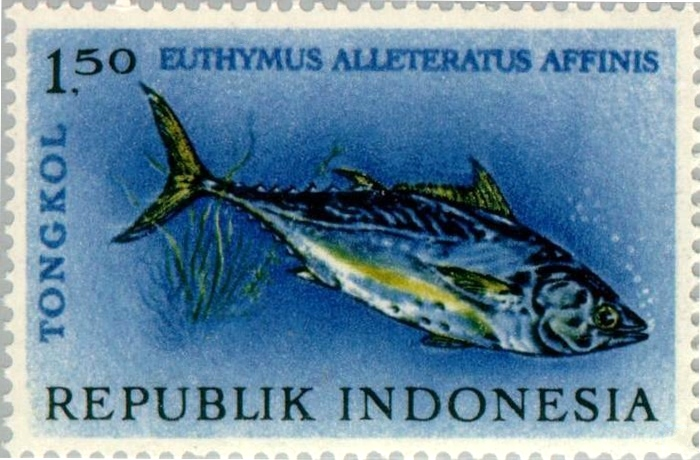
Марка Индонезии с изображение малого восточного тунца

## Биология
Малые восточные тунцы ведут стайный образ жизни, иногда образуют косяки с желтопёрыми тунцами, обыкновенными скипджеками, макрелетунцами и мегаласписами, численностью от 100 до 5000 особей. Размножаются икрометанием. Икру мечут порциями. Половозрелые рыбы попадаются круглый год, время нереста зависит от района обитания. В водах Филиппин пик сезона размножения приходится на март — май, на Сейшелах наблюдается два сезона — в октябре — ноябре и апреле — мае, у берегов восточной Африки с января по июль, а в водах Индонезии с августа по октябрь. В Индийском океане плодовитость самки длиной 48 см и массой 1,4 кг составила 0,21 млн икринок за одно метание и 0,79 млн икринок за нерестовый сезон, тогда как у самки длиной 65 см и массой 4,6 кг эти показатели были равны примерно 0,68 млн и 2,5 млн икринок соответственно. Среди молоди соотношение полов равно, тогда как у взрослых особей преобладают самцы. У берегов Индии половая зрелость наступает при длине 43 см, а в водах Тайваня малые восточные тунцы начинают нереститься в двухлетнем возрасте.
Эти приспосабливающиеся хищники питаются мелкими рыбами, такими как сельди и атерины, ракообразными и кальмарами. В свою очередь становятся добычей крупных тунцов, марлинов и акул. Эти рыбы ввиду своей многочисленности и широкого распространения являются важным компонентом трофической цепи.

## Взаимодействие с человеком

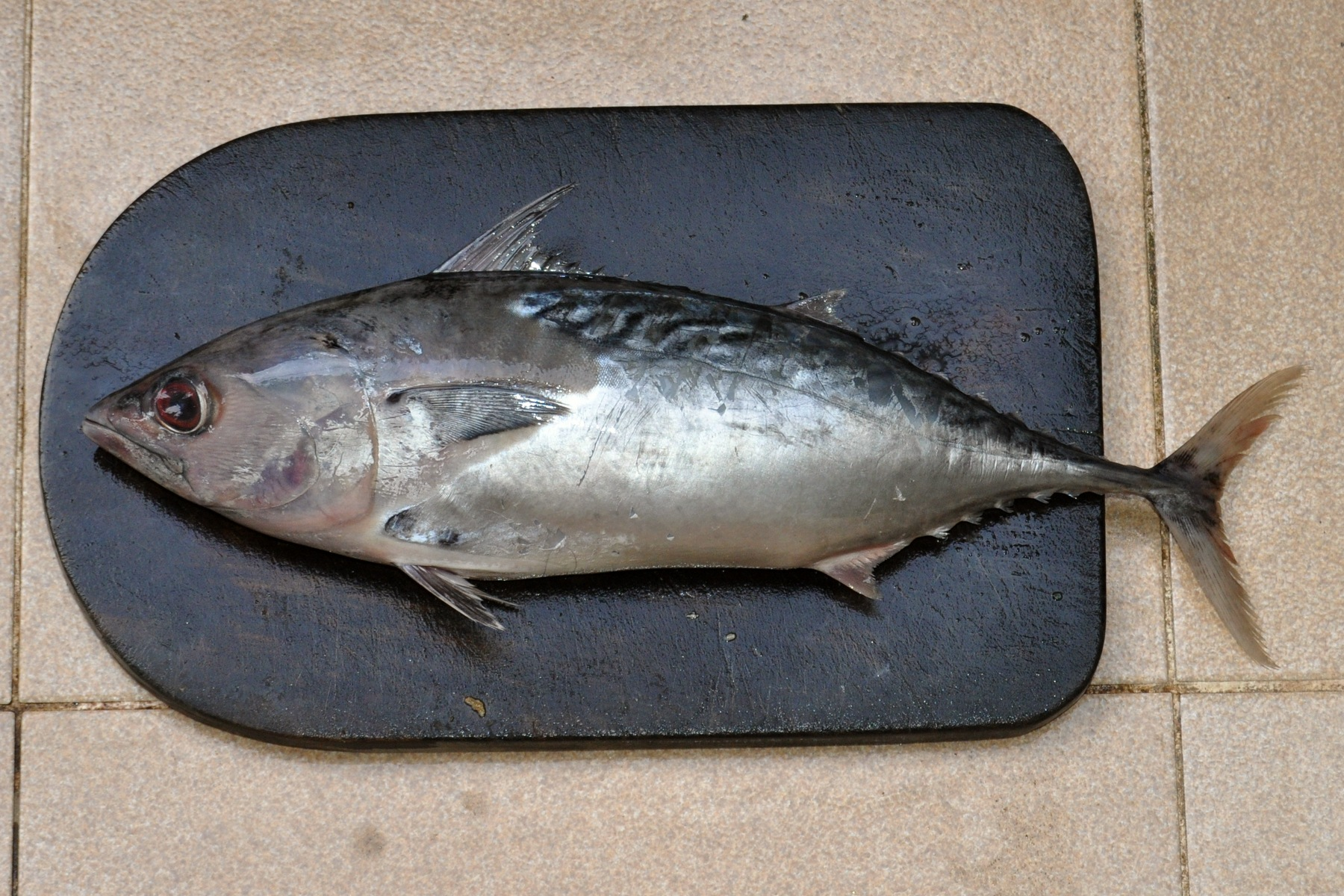
Рыба, купленная на рынке Джакарты (Индонезия)

Является объектом коммерческого промысла. Малых восточных тунцов промышляют жаберными сетями, кошельковыми неводами, троллингом и ярусами. Эти рыбы служат сырьём для производства консервов. У малых восточных тунцов вкусное, но быстропортящееся мясо. Оно поступает на рынок в свежем, замороженном, вяленом, солёном и копчёном виде.
| Год          | 2004  | 2005  | 2006  | 2007  | 2008  | 2009  | 2010  | 2011  | 2012  | 2013  |
| Улов, тыс. т | 262,7 | 267,4 | 306,7 | 306,6 | 316,6 | 280,1 | 265,1 | 300,6 | 333,2 | 324,5 |

Эти рыбы попадаются в качестве прилова в ходе промысла желтопёрого тунца и скипджека с помощью кошельковых неводов. Ежегодные уловы росли с 20 тыс. тонн в 1950-х годах до 333 тыс. тонн в 2012 году. Международный союз охраны природы оценил охранный статус вида как «Вызывающий наименьшие опасения». Малые тунцы включены в список далеко мигрирующих видов Конвенции ООН по морскому праву.